# Граф, Дэвид
Пол Дэ́вид Граф (англ. Paul David Graf; 16 апреля 1950, Зейнсвилл, Огайо, США — 7 апреля 2001, Финикс, Аризона, США) — американский актёр, хорошо известный по роли сержанта Юджина Теклбери в фильме «Полицейская академия» и его продолжениях.

## Биография
Дэвид Граф родился в городе Зейнсвилл, штат Огайо, в семье Пола Фредерика Графа (1917-1968) и Анджелы Бернадин Абельс Граф-Акслайн (1917-2006). Его увлечение театром началось ещё в старших классах школы. Далее он изучал театральное искусство в колледже городка Вестервилль, расположенного в пригороде столицы штата Огайо, Колумбусе. Окончив колледж в 1972 году, Дэвид поступил в Университет штата Огайо, но не окончил его, так как основным увлечением для него была актёрская карьера.
Дэвид Граф снимался в небольших ролях в нескольких американских телевизионных сериалах, таких как «МЭШ», «Придурки из Хаззарда» и «Команда „А“». Но главной его ролью в кино стала роль полицейского сержанта Юджина Теклбери в фильме «Полицейская академия» и его продолжениях.
В 1985 году женился на актрисе Кэтрин Граф, с которой впоследствии развёлся. В этом браке родились двое сыновей, Дэниэл и Джон.
Дэвид Граф умер неожиданно для всех. 7 апреля 2001 года ему стало плохо на семейном торжестве (свадьбе) и он скоропостижно скончался в результате сердечного приступа за девять дней до своего 51 дня рождения. Проблемы с сердцем были семейной наследственностью, по трагическому стечению обстоятельств отец актёра и его дедушка также умерли от внезапного сердечного приступа в возрасте 50 лет. Кроме жены и детей, у него остались мать и брат, которые живут в Зейнсвилле, штат Огайо.

## Избранная фильмография
| Год       |   | Русское название                                      | Оригинальное название                     | Роль            |
| --------- | - | ----------------------------------------------------- | ----------------------------------------- | --------------- |
| 1981      | с | Придурки из Хаззарда                                  | The Dukes of Hazzard                      | Мори            |
| 1981      | ф | Четверо друзей                                        | Four Friends                              | Гергли          |
| 1982      | с | МЭШ                                                   | M*A*S*H                                   | лейтенант Спирс |
| 1983      | с | Команда «А»                                           | The A-Team                                | Купер           |
| 1984      | ф | Полицейская академия                                  | Police Academy                            | Юджин Теклбери  |
| 1984      | ф | Непримиримые противоречия                             | Irreconcilable Differences                | Бинк            |
| 1985      | ф | Полицейская академия 2: Их первое задание             | Police Academy 2: Their First Assignment  | Юджин Теклбери  |
| 1986      | ф | Полицейская академия 3: Переподготовка                | Police Academy 3: Back In Training        | Юджин Теклбери  |
| 1987      | ф | Полицейская академия 4: Граждане в дозоре             | Police Academy 4: Citizens On Patrol      | Юджин Теклбери  |
| 1988      | ф | Полицейская академия 5: Место назначения — Майами-Бич | Police Academy 5: Assignment: Miami Beach | Юджин Теклбери  |
| 1989      | ф | Полицейская академия 6: Город в осаде                 | Police Academy 6: City Under Siege        | Юджин Теклбери  |
| 1991      | с | Квантовый скачок                                      | Quantum Leap                              | шериф Нолан     |
| 1993      | ф | Американский кикбоксер 2                              | American Kickboxer 2                      | Ховард          |
| 1994      | ф | Телохранитель Тесс                                    | Guarding Tess                             | Ли Дэниелсон    |
| 1994      | ф | Полицейская академия 7: Миссия в Москве               | Police Academy: Mission To Moscow         | Юджин Теклбери  |
| 1995      | с | Звёздный путь: Вояджер                                | Star Trek: Voyager                        | Фред Нунан      |
| 1997      | с | Полицейская академия                                  | Police Academy: The Series                | Юджин Теклбери  |
| 2000      | ф | Правила боя                                           | Rules of Engagement                       | командир ARG    |
| 2000—2001 | с | Западное крыло                                        | The West Wing                             | полковник Чейз  |